# Pristimantis peraticus
Espèce
Synonymes
- Eleutherodactylus peraticus Lynch, 1980

Statut de conservation UICN

 LC  : Préoccupation mineure
Pristimantis peraticus est une espèce d'amphibiens de la famille des Craugastoridae.

## Répartition
Cette espèce est endémique du versant Ouest de la cordillère Centrale en Colombie,. Elle se rencontre entre 2 850 et 3 460 m d'altitude dans les départements de Valle del Cauca et de Tolima.

## Description
Les mâles mesurent de 15,3 à 18,3 mm et les femelles de 20,7 à 26,0 mm.

## Publication originale
- Lynch, 1980 : New species of Eleutherodactylus of Colombia (Amphibia: Leptodactylidae). 1. Five new species from the Paramos of the Cordillera Central. Caldasia, Bogotá, vol. 13, no 61, p. 165-188 (texte intégral).